# Montlaux
Montlaux é uma comuna francesa na região administrativa da Provença-Alpes-Costa Azul, no departamento dos Alpes da Alta Provença. Estende-se por uma área de 19,75 km². Em 2010 a comuna tinha 201 habitantes (densidade: 10,2 hab./km²).